# Stadhuis van Heusden
Het stadhuis van Heusden is een stadhuis in de vestingstad Heusden.
Het laatgotische stadhuis werd gebouwd in 1461, na de stadsbrand van 1572 opnieuw gebouwd in 1588, in 1635 vergroot en in 1876 vrijwel geheel vernieuwd. Het werd beschouwd als een van de fraaiste gotische stadhuizen van Nederland. De Duitsers bliezen de toren ervan in de nacht van 4 op 5 november 1944 op, waarbij 134 mensen omkwamen, zie Stadhuisramp Heusden.
Het stadhuis werd niet in de oude vorm herbouwd. Het nieuwe gemeentehuis uit 1956 is in de stijl van de Bossche School en werd ontworpen door Nico van der Laan. Het is nu een bezoekerscentrum en bevat onder meer een maquette van Heusden en een gildekamer. Ook het Streekarchief Langstraat Heusden Altena is in het pand gevestigd.
Op de plaats van het oude stadhuis staat een monument dat de slachtoffers herdenkt die werden gedood toen de Duitsers het stadhuis opbliezen.

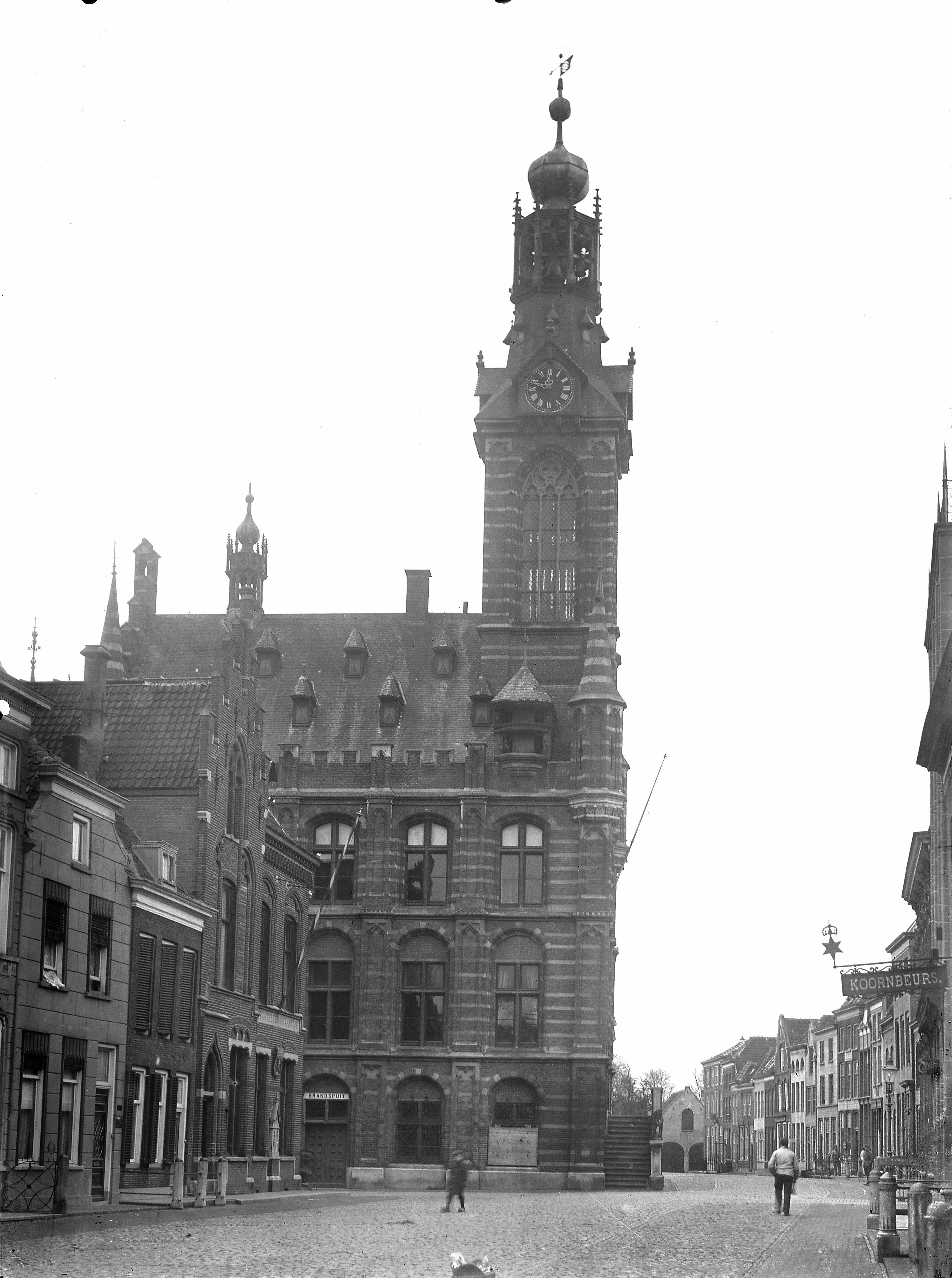
Het oude stadhuis van Heusden in 1916